# Chironomus biwaprimus
Chironomus biwaprimus är en tvåvingeart som beskrevs av Sasa och Kawai 1987. Chironomus biwaprimus ingår i släktet Chironomus och familjen fjädermyggor. Inga underarter finns listade i Catalogue of Life.